# Hledám Susan. Zn.: Zoufale
Hledám Susan. Zn.: Zoufale (Desperately Seeking Susan) je americký film z roku 1985, ve kterém v hlavní roli hraje Susan Seidelman, Rosanna Arquette a Madonna. Film byl v Americe a Velké Británii označen nálepkou "PG-13".

## Obsazení
| Rosanna Arquette   | Roberta Glass |
| Madonna            | Susan         |
| Aidan Quinn        | Dez           |
| John Turturro      | Ray           |
| Mark Blum          | Gary Glass    |
| Will Patton        | Wayne Nolan   |
| Robert Joy         | Jim           |
| Laurie Metcalf     | Leslie Glass  |
| Anna Levine        | Crystal       |
| Peter Maloney      | Ian           |
| Giancarlo Esposito | Street Vendor |